# Marconi (stacja metra w Turynie)
Marconi M1 – stacja metra zlokalizowana na południu centrum miasta Turyn, we Włoszech. Przystanek oddano do użytku 6 marca 2011, wraz z odcinkiem Porta Nuova – Lingotto. Stacja została wyposażona w windy, schody ruchome – całość przystosowano do potrzeb osób niepełnosprawnych. Bezpośrednio przy stacji znajduje się przystanek autobusów komunikacji miejskiej.